# Гроте, Деннис
Де́ннис Гро́те (нем. Dennis Grote; 9 августа 1986, Кайзерслаутерн, ФРГ) — немецкий футболист, полузащитник клуба «Рот-Вайсс» (Эссен).

## Карьера

### Клубная
Ранее играл за команды «Кайзерслаутерн», «Форвартс» из Ветрингена, «Бохум», «Рот-Вайсс» из Оберхаузена и «Кемницер». В сезоне 2019/20 Деннис Гроте подписал контракт с «Рот-Вайсс Эссен» до 2021 года.

### В сборной
Вызывался в юношеские и молодёжные сборные. В составе молодёжной команды выиграл первенство Европы 2009.